# أسطول البحارة
يعتبر أسطول البحارة سلسلة من السفن الحربية التابعة للأسطول الملكي الإيطالي التي أنشئت في عام 1928م حيث تم تصنيفها في الأصل ضمن مجموعة السفن الاستكشافية، وفي 5 سبتمبر 1938م أعيد تصنيفها كمدمرة، يتكون أسطول البحارة من 12 وحدة والتي يحمل كل منها اسم من أسماء أشهر البحارة الإيطاليين وهم: Alvise da Mosto, Antonio da Noli, Nicoloso da Recco, Giovanni da Verrazzano, Lanzerotto Malocello, Leone Pancaldo, Emanuele Pessagno, Antonio Pigafetta, Luca Tarigo, Antoniotto Usodimare, Ugolino Vivaldi e Nicolò Zeno.

## تاريخها
أسطول البحارة هو أخر أسطول من الفئة الأستكشافية حيث تم تصميمه وإنشائه لصالح الأسطول الملكي الإيطالي في فترة تاريخية تغيرت فيها كل استراتيجيات الحرب البحرية، وحظيت فيها القوات الجوية على الدور الرئيسي في عمليات المراقبة والاستطلاع، وكي نفهم أسباب تجهيزالأسطول الملكي بذلك النوع من السفن يتوجب علينا الرجوع خطوة إلي الوراء.. بدأت فكرة التوسع الاستعماري في الظهور في الطبقة السياسية الإيطالية منذ الوحدة الإيطالية، حيث كان إحدى أهم الأهداف المتوقعة هو الهيمنة علي رقعة الشطرنج بالبحر المتوسط ولجعل البحر الأبيض المتوسط «بحرنا» كان لابد من السيطرة البحرية عليه.جعلت هذه الأراء من فرنسا العدو البحري الأول لإيطاليا وشرعت الاحتكاكات القائمة بين البلدين أن تصل إلى حد الصدام، ثم هدأت مؤقتا أثناء الحرب العالمية الأولي لضرورة خلق جبهة مشتركة لمواجهة هيمنة قوات المحور، لكن انتصر الصراع واستؤنفت التوترات فجأة حيث دعمت بريطانيا إيطاليا فيمعاهدة واشنطن 1926م لتحظى بالمساواة مع فرنسا في حمولة السفن البحرية.في الواقع حتي عام 1936م حيث أعطي ذلك دفعة في إستراتيجية إعادة التسليح البحري التي هدفها منافسة الأسطول الفرنسي. اعتبر الاستراتيجيون الإيطاليون أن فرضية الحرب الأكثر ترجيحا هي الحرب ضد فرنسا التي كان من المقرر خوضها علي الأرض أو من خلال المعارك البحرية التي كانت تعد دليلا على قوة أسطول الدولتين.
أعاد الأسطول الملكي الإيطالي النظر في فكرة استخدام السفن الاستكشافية من منظور الحرب البحرية التقليدية، إضافة إلى تطور السفن الحربية والطرادات الثقيلة لا في السلاح الجوي غير الجدير بالثقة الكافية والمقيد بالمسافات والأحوال الجوية، وبالتالي تبع ذلك اندفاع المنافسة مع السفن الفرنسية خصوصا المدمرات الضخمة من فئة "Jaguar e Guépard"الأمر الذي أعطي إشارة البدء في تصميم وإنشاء طرادات خفيفة من الفئة "condottiere" من جهة، ولمستكشفي  أسطول البحارة من جهة أخري.
ضمنت أهداف المشروع في المقام الأول السرعة الفائقة والتسليح الضخم المضاد للسفن والأستقلال الذاتي المميز، بخلاف السرعة، لم يتم انجاز أيا من أهداف المشروع بالشكل المعادل للسفن الفرنسية المذكورة أعلاه والتي أصبحت ذات تسليح أكبر وأكثر ضخامة، حيث بلغت تكلفة كل وحدة حوالي 21مليون ليرة وقتها بما يعادل 17مليون يورو في الوقت الحالي "2007" باستثناء التسليح والملحقات العسكرية والخدمية،
كانت السفن الاستكشافية وقت دخول الأسطول الخدمة نوعا من السفن المهملة وسفن بعض الدول الأخرى التي بدأت بالفعل توجيه نظرها نحو الأنواع الحديثة للسفن، بالرغم من تعرض أسطول البحارة للنقد أثناء ظهور طيفه وعلي مدى السنوات اللاحقة بسبب ميزات التسليح خاصة وصلاحيتها للإبحار الجيد عامة فقد كشفت السفن عن مهمتها البارزة المختلفة تماما عن مهمتها الأصلية تلك السفن التي نجمها خلال الحرب العالمية الثانية وهي مراقبة القوافل لحماية حركة الملاحة البحرية.

## مميزات البناء
يتميز المشروع الذي قامت بتنفيذه لجنة المشروعات البحرية تحت إدارة جنرال الهندسة البحرية Giuseppe Rota بحد حر مرتفع وبنية فوقية ضخمة وعالية لمقدمة السفينة ومدخنتين متباعدتين، يتكون التسليح الرئيسي من ثلاثة مدافع مزدوجة طراز Ansaldo 120/50 Mod لسنة 1926م بمحاذاة محور تماثل السفينة، تم وضع مجموعات أنابيب الطوربيد واحدة بين مدخنتي السفينة والأخرى خلف المدخنة الثانية وبعد إنشاء الأسطول في 5 احواض سفن مختلفة (Ansaldo e Odero di Genova Sestri, Riva Trigoso, Ancona e Quarnaro-Fiume)
ظهرت الوحدات البحرية باختلافات بسيطة في المظهر وأنظمة الدفع مقارنة بالنموذج الأساسي.
ومن الغريب أن التصميم الأصلي الذي كان يتضمن تنصيب حاملة طائرة عائمة طراز Macchi M.5 مدعومة بحظيرة طائرات علي سطح مقدمة السفينة بعد تفكيك الأجنحة لتصبح قابلة للإطلاق بواسطة مجنقة بطول 16متر موقعها مركز مقدمة المدفع الأمامي.

### هيكل السفينة
هيكل السفينة ذو لوح الأرينة المسطح من الخطوط الأساسية غير المتراصة بطريقة خاصة يتكون من الصلب المجلفن عالي المقاومة حيث صممت الأرينة الثانوية الداعمة لهيكل السفينة من 186 ضلعا متينا ممتدا بين الأرينة المركزية وجانبي السفينة.وفي الداخل يفصل بين 21 مقصورة بواسطة حواجز عازلة للسوائل.يبلغ ارتفاع معقل السفينة الأمامي 2.2متر وبطول42.2متر ويمتد حتي مؤخرة المدخنة الأولي حيث يتحكم بسطح السفينة و3 طوابق بالترتيب من أعلي إلي اسفل: بعض غرف المعيشة وغرف اضافية ومركز إطلاق النار ومنصة القيادة الملحق بها غرفة ملاحة، وعلى سطح منصة القيادة أو ما يسمي بموقع المراقبة وإيواء الأدوات البحرية تم وضع جهاز تحديد المدى Telemetro لتحديد جهة إطلاق النار، وخلف غرفة السطح الضخمة تلك يوجد صاري شاهق الارتفاع قائم علي ثلاثة محاور ومدعوم بواحد من مسلاطي طراز O.G.N. da 90 cm e 150 من معامل جاليليو ومنصة مراقبة لعمليات الاستطلاع والمراقبة. هذا الحمل الضخم الذي فرض علي معامل انسيابية السفينة كان مسئولا بشكل كبير عن مشاكل خطيرة اثرت علي استقرار الملاحة.ولهذا تم بالفعل تقليص سطح السفينة  بعد دخولها الخدمة عام  1930م إلي طابقين فقط وتم إزالة الصاري والمسلاط الأمامي.
كشفت هذه التدابير عن كفائتها لزيادة تحسين الجودة البحرية خاصة عند بداية صراع ال10 وحدات من 12 وحدة بإستثناء الوحدتين Da Reccoو Usodimareلعدم وجود وقت نتيجة لأحداث الحرب حيث خضعتا لتعديلات إضافية كتوسيع غرفة السطح  ورفع وتعديل مقدمة السفينة لتصبح أكثر انسيابية من فئة المحيط لتحسين استقرار السفينة، ولكن كان ذلك علي حساب السرعة التي انخفضت بشكل حاد إلي 28 عقدة.
كان هناك غرفتي سطح موقعهما مركز مقدمة المدخنة الثانية الخاصة بمقدمة السفينة.تم تزويد كلا الغرفتين ببنية تحتية عبارة عن مدفع ثنائي مزدوج.كانت تلك الغرفتين علي اتصال ببعضهما وغرفة القيادة بواسطة سلمين خارجيين متحركين وكانت تحوي غرف اضافية.
كان من المتوقع أن تكون الوحدة  Da Recco وحدة القيادة إذ كانت مؤخرتها تحوي غرفة سطح أكثر اتساعا وغرفة القائد وبعض الخدمات المتعلقة به.
نظمت مراكب الخدمات والإنقاذ علي سطح ممشي غرفة القيادة وتم توفير أماكن علي جانبي المدخنة الثانية إذ يوجد على الميمنة قارب موتوري بطول 7متر وزورق سريع وعلي الميسرة ولانش موتوري ولانش ذو مجداف بطول8.5 متر وعلي مقدمة حاجز الأمواج توجد طوافة صغيرة بطول 3.5متر. كانت معدات الإنقاذ أثناء الحرب تتكون من 7طوافات ذات قياسات متعددة فئة Carley التي لها القدرة علي استيعاب 13:39 غارق، تم وضع تلك الطوافات علي جانبي المداخن وعلي غطاء الدرع الواقي لمجموعات الطوربيد الثنائية طراز 120/50 والتي تعرضت لأضرار كبيرة جراء المعارك، في أفضل الأحوال تستطيع تلك الطوفات أن تستقبل 157:178 فردا إجمالا وهذا أقل من عدد الطاقم الفعلي وأي عمليات نقل حيث كان يجب الاعتماد علي سترات النجاة.
كان يتم تلوين كل الوحدات بطلاء رمادي كلاسيكي فاتح عند دخولها الخدمة حتي نوفمبر عام 1941م حيث بدأت البحرية الملكية الإيطلية في هذا التاريخ إجراء تجارب للطلاء المموه الذي ابتكره الرسام Rudolf Claudus .
كانت الوحدة lo Zeno أول وحدة أجري عليها تجربة الطلاء المموه ثم بعد ذلك التزمت بالطلاء الرسمي النهائي المكون من 3 درجات لونية وهم: رمادي فاتح، رمادي غامق، وأبيض مصفر حيث تم تطبيقه علي كل الوحدات تقريبا، لم تتلقي الوحدة Da Mosto أي طلاء مموه بالرغم من أنه كان من المتوقع طلائها بطلاء ذو طابع مموه لكنها غرقت قبل إتمام عملية الطلاء، واحتفظت الوحدتان بالغطاء ذو اللون الرمادي الغامق حتى غرقتا، في الشهور الأولي للحرب تم طلاء الجزء الأمامي لجسر معقل السفينة بخطوط مائلة حمراء وبيضاء وذلك لتحسين عملية التعرف علي الطائرات الموالية حيث دمرت طائرات إيطالية بالخطأ بعض الوحدات أثناء معركة بونتا ستيلو.

#### محركات الدفع
كان لمحركات دفع أسطول البحارة - السفن الإيطالية الفريدة الأكثر انسيابية لتلك الفترة خاصية مميزة- نظامين مستقلين وذلك لضمان المهارة الحركية خاصة في حالة عطل أو تلف أيا منها، تتكون كل مجموعة من غلايتين نافثا طرازYarrow  للوحدات التي تم بنائها في أحواض بناء السفن Quarnaro وطراز Odero للوحدات الأخري حيث كانت تغذي زوجا من التوربينات ذات الحمل الزائد والمنخفض من طراز Parsons للوحدات التي تم بنائها بأحواض بناء السفن ب Liguri، وتوربينات فئة Tosi  إلي C.R.A وتوربينات Anacona,Belluzzo للوحدات التي تم تنفيذها في أحواض Quarnaro، هذه الأخيرة أظهرت قصورا كبيرا أثناء إجراء التجارب حيث تم استبدالها سريعا، ووضعت المجموعة الأولي من الغلايات أسفل المدخنة الأولي بحيث تخدم توربينات الميسرة،  بينما وضعت المجموعة الثانية بطريقة مناظرة لمدخنة المؤخرة لتقوم بتغذية توربينات الميمنة، وعن طريق منظم السرعة الرئيسي طراز Ansaldo  جمع كل زوج من التوربينات علي محاور الرفاصات، صنعت تلك المراوح الدافعة من البرونز حيث تتميز بثلاث ريشات متفاوتة في القطر طبقا للتصميم بين 3.4 و3.6  متر بمساحة 7.3 متر ولفة  رفاص  تعادل 4 متر، بلغ إجمالي الطاقة المتولدة 55.000 حصان.
تعتبر تلك الآلية طليعة المعايير الإيطالية لتلك الفترة إضافة إلي خصائص هيكل السفينة التي سمحت لكل الوحدات أن تصل للسرعة المطلوبة التي يتطلبها المشروع أثناء التدريبات بسرعة تزيد قليلا عن  39عقدة للوحدة Zeno وإلي ما يقارب 42 عقدة أي  41.57 عقدة لكل 65.915 حصان و 416 لفة رفاص في الدقيقة للوحدة Pigafetta، ومع ذلك تجدر الإشارة إلي أن تلك السرعات التي تم تحقيقها في ظروف خاصة مع إعداد غير مكتملة لم تتحقق مرة أخري في ظروف العمل.

## التسليح وأنظمة الدفاع
كان التسليح الرئيسي لأسطول البحارة متطابق تماما لكل الوحدات والذي لم يتم إجراء أي تعديل عليه يتكون من 6 مدافع طراز Ansaldo mod  لسنة 1926م عيار 150/20 مقسمة علي 3 مجموعات ثنائية مدعومة بدرع  حيث تم وضعهم بطول محور تماثل سطح السفينة، تم وضع المجموعة الأولي علي معقل السفينة بزاوية ميل 135 ◦ لكل جانب، والثانية عند الرافدة المركزية بزاوية ميل 60 ◦ للأمام و45◦  للخلف، بينما وضعت المجموعة الثالثة علي أرينة المؤخرة بزاوية ميل 155◦ لكل جانب، كانت تلك المجموعة من المدافع لها القدرة علي اطلاق قذائف مضادة للطائرات بحجم 23كجم إلي مدي يصل إلي 19.600 مترإلا أنها كانت مثقلة بعدم دقة مقبولة إضافة إلي تقارب مواقع المدافع، بالرغم من أن تلك المدافع لم تصمم  خصيصا لذلك السبب إذ كانت زاوية الارتفاع 45◦ مع عدم وجود أجهزة تستهدف الطائرات إلا أنها استخدمت لإطلاق قذائف مضادة للطائرات بواسطة وابل من الرصاص وقذائف مدفعية شديدة الانفجار.
اعتمدت عملية إطلاق النار في وضح النهار علي جهازي تحديد المدي ثلاثي الأبعاد  Telemetro  من تصنيع Officine Galileo/ Zeiss طوله 3 متر مثبت علي برج المراقبة، على نفس البرج وضع  جهاز التوجيه الرئيسي APG San Giorgio، بينما وضع ثالث جهاز تحديد مدي يبلغ طوله 3 متر بمنتصف سطح السفينة وأثناء الحرب استبدل بمدافع حديثة مضادة للطائرات عيار20 مم، وعلي العكس اقتصرت أنظمة الإطلاق الليلي علي بعض الوحدات وذلك في حالة الأشتباك المتقدمة بالفعل، وفي عام 1937م استكملت أنظمة التتبع والتوجيه بجهاز Teleinclinometro والذي تم وضعه أسفل الصاري.
قام التسليح المضاد للطائرات في بادئ الأمر علي مدفعي رشاش طراز Vickers-Terni لسنة 1915 عيار 40/39 حيث وضع مدفع واحد لكل جانب من معقل المقدمة بجانب المدخنة الأولى، وعلى 4 رشاشات طراز Breda عيار 13.2 مم مقسمين علي مجموعتين ثنائيتين تم وضعهم علي جانبي مركز المراقبة، لوحظ تكرارهجمات الطائرات أثناء الحرب العالمية الثانية لذلك تم تقوية ذلك السلاح واستبدال المدافع الرشاشة القديمة بمدافع أخرى أكثر حداثة وفاعلية وهي Breda عيار 20/60 أو Oerlikon عيار20/70، وأجريت تعديلات متنوعة على مختلف الوحدات التي يتم الرجوع إليها للحصول علي التفاصيل، تمت عملية الإستهداف بطريقة مباشرة، وتكون التسليح المائي في الأصل من مجموعتي طوربيد ثلاثية للمناورة عيار 533مم فئة San Giorgio حيث تم وضع المجموعة الأولي بين المدخنتين والثانية بمؤخرة المدخنة الثانية. وتحكمت غرفة إطلاق النار بعملية التصويب والاستهداف كهربيا حيث وفرت فرقتين: الأولى لعمليات الإطلاق في وضح النهار من الصاري والأخرى لعمليات الإطلاق الليلي من الممشي.
وأثناء الفترة التي سبقت الحرب استبدلت قاذفات الطوربيد بمجموعات قاذفات ثنائية أخف وزنا وذلك في إطار التعديلات لتحسين عملية الاستقرار.
وخلال فترة النزاع بين ال7 وحدات أعيد تجهيزهم مرة أخرى بمجموعات ثلاثية ذات ترتيب هرمي ماعدا الوحدتين De Recco , pigafetto لاقتنائهم أسلحة ومعدات للمناورة، بينما أنزلت مجموعات المؤخرة التي نجت بعد عام 1942م وتم استبدالهم بمدفعي رشاش مضاد للطائرات طراز Berda عيار 37/54 مم.
كان من المتوقع وجود أنابيب طوربيد مقطورة فقط من نوع  Ginocchio (GP1927/46 T) في  التسليح المضاد للغواصات ثم تم إزالتها في بدايات الحرب وبقي ذلك الوضع حتى نهايات الثلاثينيات حيث نصب قادوس لإطلاق قذائف أعماق من 50/100كجم بعد عام 1941 حيث كانت المهمة الأساسية لتلك الوحدات هي مؤونة القوافل، وزودت الوحدات بمعدات وقاذفات مضادة للغواصات وقنابل أكثر تطورا ذات تصنيع ألماني طراز  (WB D da 125 kg e WB F da 60 kg) وقنابل ترهيب بحجم 30كجم. ولعملية زرع الألغام تم تزويد جميع الوحدات ماعدا  De Reccoبقضبان خاصة لنقل الألغام حيث وصلت إلي 54 لغم فئة Vickers-Elia  بحجم 760كجم وفئة Bollo بحجم 590 كجم، أثناء فترة صراع الوحدات السبع تم تزويدهم بمرشدين وذلك للسماح بتحميل الألغام بحد أقصي 68 لغما فئة P.200  و104 لغما فئة Pollo، ناهيك عن الألغام الهواية الألمانية، ولإجراء عملية إزالة الألغام بطريقة آمنة زودت مقدمة كل الوحدات بجرافات ألغام فئة C لالتقاط الألغام البحرية، ولكن بسبب الانخفاض الحاد للقدرة على المناورة الذي تبع استخدام تلك الأجهزة وجعلها غير صالحة للأستخدام علي السفن ذات الخصائص الإستكشافية وإنزالها نهائيا عام 1943م، وفي النهاية تم تزويد كل الوحدات بأسلحة دخانية من الفئة R.M. التي اعتمدت بشكل أساسي علي المداخن ومدفع القنابل الدخانية المثبت على جانب الميمنة، وبعد ذلك استبدلوا بأجهزة مزودة بحمض الكلوروسلفونيك الأكثر فعالية، وخلال الصراع بين بعض الوحدات  (Da Noli, Da Recco, Da Verazzano, Malocello, Pancaldo, Vivaldi e Zeno) تم تزويدهم بجهاز Ecogoniometro لتتبع الغواصات بالإضافة إلى بعض الرادارات: رادار Fu.Mo. 24 "De.Te. الألماني الصناعة على الوحدة Malocello ورادار EC3/ter "Gufo" الإيطالي الصناعة على الوحدات Pancaldo, Da Noli e Vivaldi.

## طريقة التشغيل

### وقت السلم
قام أسطول البحارة بمهام تمثيلية خارجية عديدة؛ أشهرها رحلة الأطلسي  لدعم أول عبور جوي للمحيط بواسطة Italo Balbo، حدث ذلك في الشهور الأخيرة من عام 1930م، والشهور الأولي من عام 1931م حيث شاركت الثمان وحدات الموجودة بالفعل وقتها وهما:
Da Recco (قائدالأسطول), Da Noli, Malocello, Pancaldo, Pessagno, Tarigo, Usodimare e Vivaldi حيث نظمت ثلاث مجموعات وتم توزيعهم على أماكن بطول المحيط الأطلنطي.
استمرت تلك المهمة حوالي 4 أشهر حيث إنها ساهمت في نجاح العبور الجوي الذي انتهى في ريو دي جانيرو بهبوط اثنتي عشر طائرة مائية علي متن سفن الأسطول لتقديم الدعم.
استلمت الوحدات الإثنتا عشر راية القتال بعد العودة إلى إيطاليا في احتفاليتين متميزتين بمدينتى البندقية وجنوة بنهاية عام 1931م.
وبعد إتمام مهام التدريب اللازمة للوحدات المختلفة قام الأسطول بمهام تمثيلية أو كوحدات ثابتة في موانئ (إيجة) في الفترة بين 1936م، و1938م.
قام الأسطول بتنفيذ مهمات دعم أثناء الحرب الأهلية الإسبانية، وفي 5سبتمبرعام 1938م أعاد المرسوم الملكي رقم 1483 تنظيم بنية الأسطول الملكي الإيطالي؛ حيث خفض رتبة أطول البحارة من الفئة الإستكشافية  إلي الفئة المدمرة، وبالإشارة إلي ما تم ذكره، فقد خفضت عشر وحدات من الأسطول للحلقة الثانية من التعديلات لتحسين جودتها وذلك منذ نهاية عام 1938م إلى منتصف عام 1940م ولم تستطع الوحدتان Da Recco, l'Usodimare الاستفادة من تلك التعديلات وذلك لأن النزاع كان قد بدأ بالفعل.

#### الحرب العالمية الثانية
كانت كل الوحدات بأحواض البناءعند بداية الحرب العالمية الثانية لكن بنهاية أغسطس 1940م كانت كل الوحدات قيد التشغيل وتم تقسيمها إلي وحدات محددة.ومع ذلك كان مقدر لأحداث الحرب أن توجه تلك التكليفات للتغيير وبسرعة وذلك بسبب كل من الحاجة إلى فرق لوجستية، والخسائر الفادحة التي تكبدتها هذه الوحدات خلال فترة الصراع.
نجت وحدة واحدة فقط من الحرب وهي Da Recco والتي تم تدميرها في 1954م.
تحملت الوحدات الإحدى عشر الأخري أيضا حتى غرقها، وذلك بسبب غرق الوحدة Pancaldo في المياه الضحلة بالمرة الأولي وتم استرجاعها ثم غرقت مرة أخري بعد بضعة سنوات، وفقدت أربع وحدات في معارك ضد وحدات العدو،  وحدة دمرتها الألغام، وأخرى غرقت عن طريق قصف جوي بالإضافة لإغراق الألمان لوحدتين كاملتين. تم ضرب الوحدة Usodimare عن طريق الخطأ بواسطة الغواصة الإيطالية Alagi خلال مهمة دعم للقوافل وذلك بعد تبادل الغواصة واحدا من المقاتلين مرافقي وحدة إنجليزية، وتم تخريب أخر وحدتين من قبل فرقة أثناء فترة الهدنة، واستعاد الألمان الوحدة Pigafettaحيث غرقت تحت العلم الألماني عام1944م.
كان أسطول البحارة من الوحدات النشطة للغاية أثناء الحروب؛ حيث قامت الوحدات بتنفيذ 1,651 مهمة بطول 571,306 ميل بحري في مسار يزيد عن 35,509 ساعة مستهلكين 219,596 طنا نافثا. كانت الوحدات من بين أكثر سفن الصراع متعددة الأدوار حيث شاركت بفاعلية في مهام الفرق 60 مهمة بنسبة 3,6% ، وعديد من مهام زرع الألغام 150مهمة بنسبة 9,1% ، وأيضا كناقلات جند ومواد 87مهمة بنسبة 5,3% ، بالإضافة إلي دعم القوافل المتجهة إلى شرق إفريقيا 512مهمة بنسبة 31,6% ، وتم استخدامهم من حين لأخر كمقاتلات مضادة للغواصات في 33مهمة و13 مهمة قصف ساحلي. امضت تلك الوحدات 3,716 يوما في مواقع العمل للصيانة والإصلاح وبعد ذلك دليلا على استخدامها المكثف والمحفوف بالمخاطر.
لعبت وحدات أسطول البحارة دائما أدوارا ثانوية أثناء مهام الفرق لسرعتها التشغيلية المنخفضة حيث لم تستطيع سرعتها القصوى المقدرة ب28عقدة أن تواكب بفاعلية وحدات الفرق الحديثة التي تتراوح سرعتها من 30إلى 37عقدة، ولكن هذا لم يمنع بعض الوحدات من أن تظهر شجاعتها و (قيمتها)أثناء القتال، وبذكر صلابة الوحدتانVivaldi, Malocello  بشكل خاص اللتان تصدتا لقوات العدو المتفوقة بوضوح أثناء عملية هاربون، تم إصدار أمر بانفصال المقاتلتين المتأخرين بسبب انخفاض سرعة الوحدة Vivaldi عن التشكيل لمهاجمة القافلة الإنجليزية بالطوربيد لكنهم وجدوا أنفسهم في البداية يواجهون أربع مدمرات إنجليزية من الأسطول أثنتا عشر ظهرن من ستائر دخان وتبعهم بعد قليل خمس مقاتلات من الأسطول الحادي عشر أثناء القتال غير المتكافئ الذي عقب ذلك بعد أكثر من نصف ساعة.
تصدت الوحدتان الإيطاليتان للنيران البريطانية بالمدافع والطوربيد بالرغم من ضرب الوحدة Vivaldi وشل حركتها، وفي النهاية اوقفت الوحدات البريطانية الهجوم عائدة لحماية القافلة لخاصة بها في حين وصلت الوحدة  Vivaldi بمساعدة الوحدة Malocello وPremuda وبعض الوحدات الأصغر إلى بانتليريا. حظيت أيضا الوحدة Pigafetta في نفس المعركة بمهمة خاصة، وإن كانت مختلفة، حيث تولت عملية حماية وسحب المدمرة Trento -تلك المدمرة التي تم ضربها بطوربيد من الغواصة البريطانية P.35  مما أدي إلي غرقها-شاركت هذه الوحدات في نشاط وضع الحواجز الملغمة على فترات متعاقبة خلال فترة النزاع، وحدها الوحدة De Recco  شاركت كمرافقة لكونها خالية من الحواجز المناسبة.
وفي الشهور الأخيرة للحرب، شهد النقل السريع للجند والمواد مشاركة فيما يسمي «طريق الموت» الوحدات التي مازالت فعالة من قبل أسطول البحارة بلا انقطاع تقريبا؛ حيث تم إرسال قوات جديدة إلى تونس كمقاومة جديدة عديمة الفائدة في حين تم إعادة المحاربين القدامى والسجناء إلي إيطاليا في رحلتي ذهاب وإياب مستمرين.
أدى افتقار وبطئ السفن التجارية التي مازالت بكفائتها إلي استخدام هذا النوع من وسائل النقل وبالأحري المدمرات ذات السرعة والتسليح الجيد، كلفت هذه المهمات خسارة الوحدتين Malocello Pancaldo, و264 رجلا بالرغم من أنها لم تشكل سوي 5% فقط من الإجمالي، بينما كانت الحرب الحقيقية المرهقة والغامضة[A1]  لأسطول البحارة هي مرافقة القوافل حيث كانت تلك السفن تعتبر سريعة نسبيا، وذات تسليح جيد خاصة من حيث التسليح المضاد للسفن في أول الأمر، ثم بعد ذلك زودت بأسلحة مضادة للطائرات.ولربما كانت تلك الوحدات على الأرجح أفضل الوحدات التي تمتلكها البحرية الملكية الإيطالية .في الواقع، كلفت المهمة الثالثة من ذلك النوع غرق ما قد يصل إلى خمس وحدات وإلحاق أضرار جسيمة بوحدة أخرى De Recco  وفقدان أكثر من 350 رجلا .
كانت الوحدة Pancaldo أول وحدة تم خسارتها من الأسطول حيث غرقت نتيجة القصف الجوي للطائرة فيري سوردفيش لحاملة الطائرات Eagle أثناء العودة من معركة بونتاستيلو في 9يوليو عام1945م، وكما تم الإشارة له، فقد انتشلت من الغرق في المياه الضحلة ثم عادت إلي الخدمة بعد عامين ونصف من عملها، كانت الوحدة Tarigo  «قائد الوحدات المرافقة للقوافل» من بين الخسائر المأساوية حيث اكتشفتها المدمرات البريطانية المجهزة بأجهزة الرادار ليلة 6أبريل عام 1941م حيث تم تدميرها إضافة إلي الخسائر الضخمة في صفوف الإيطاليين والألمان، خرجت الوحدة Tarigo من المعركة مع بدايات إطلاق النار ولكن قبل غرقها قامت بإطلاق أخر صواريخ الطوربيد تجاه المدمرة Mohawk ونجحت في إغراقها.
نجت الوحدات Da Noli ,Vivaldiفقط بعد نهاية الصراع مع الحلفاء. وكما تم الإشارة إليه، فهذه الأخيرة امسك بها الألمان وتم استرجاعها في شكل الوحدة  TA 44ثم غرقت بعد ذلك في ترييستي خلال قصف جوي لطائرات المحور.
| اسم الوحدة            | الإختصار            | حوض البناء                                                   | عملية الإعداد | الإطلاق       | دخول الخدمة   | المصير النهائي |
| --------------------- | ------------------- | ------------------------------------------------------------ | ------------- | ------------- | ------------- | --- |
| Alvise Da Mosto       | DM                  | أحواض بناء Quarnaro ـ رييكا                                  | 22أغسطس1928م  | 1يوليو1929م   | 15مارس1931م   | أغرقتها السفينتين البريطانيتين HMS Aurora و HMS Penelope بالقرب من طرابلس في 1ديسمبر1941م                                                             |
| Antonio Da Noli       | DN                  | أحواض بناء Tirreno - Riva Trigoso                            | 27يوليو1927م  | 21مايو1929م   | 29ديسمبر1929  | غرقت نتيجة الإصطدام بلغم في مضيق بوني فاسيو في 9سبتمبر1943م                                                                                           |
| Nicoloso Da Recco     | DR                  | أحواض بناء Navali Riuniti - أنكونا                           | 14ديسمبر1927م | 5يناير1930    | 20مايو1930    | الوحدة الوحيدة الناجية من الأسطول، تم تجريدها من السلاح في 15يوليو1954م عقب فترة الحرب وبعد إنضمامها للبحرية الإيطالية                                |
| Giovanni Da Verazzano | DV                  | أحواض بناء Quarnaro ـ رييكا                                  | 17أغسطس1927م  | 15ديسمبر1928م | 25سبتمبر1928م | أغرقتها الغواصة البريطانية HMS Unbending في 19أكتوبر1942م                                                                                             |
| Lanzerotto Malocello  | MC (MC منذعام 1942) | حوض بناء السفن Sestri Ponente ـ أحواض Ansaldo Sestri Ponente | 15أكتوبر1926م | 14مارس1929م   | 18يناير1930   | غرقت نتيجة الإصطدام بلغم شمال الرأس الطيب في24مارس1943م                                                                                               |
| Leone Pancaldo        | PN                  | أحواض بناء Tirreno - Riva Trigoso                            | 7يوليو1927م   | 5فبراير1929م  | 30نوفمبر1930م | غرقت بالقرب من الرأس الطيب نتيجة قصف جوي في30أبريل1943م                                                                                               |
| Emanuele Pessagno     | PS                  | أحواض Riuniti - أنكونا                                       | 9أكتوبر1927م  | 12أغسطس1929م  | 10مارس1929م   | أغرقتها الغواصة البريطانية في29مايو1942م |
| Antonio Pigafetta     | PI                  | أحواض بناءQuarnaro ـ رييكا                                   | 29ديسمبر1929م | 10نوفمبر1929م | 1مايو1931م    | تم تخريبها بواسطة الطاقم أثاء فترة الهدنة ثم استولي عليها الألمان وأعادوا تسميتها (TA 44)، ثم غرقت نتيجة قصف جوي لطائرات التحالف في 17فبراير1945م     |
| Luca Tarigo           | TA                  | أحواض بناء Ansaldo Sestri Ponente                            | 14يوليو1927م  | 9ديسمبر1928م  | 18نوفمبر1929م | أغرقتها مدمرات إنجليزية في 1ابريل1941م، ولكنها أغرقت المدمرة HMS Mohawk. تم منح قائدها Pietro De Cristofaro وسام الشجاعة العسكرية الذهبي لتخليد ذكراه |
| Antoniotto Usodimare  | US                  | أحواض بناء Odero- Sestri Ponente                             | 1يونيو1927م   | 12مايو1929م   | 21نوفمبر1929م | غرقت نتيجة قصف خاطئ للغواصة الإيطالية Alagi في8يونيو1942م                                                                                             |
| Ugolino Vivaldi       | VI                  | أحواض بناء Odero - Sestri Ponente                            | 1مايو1927م    | 9يناير1929م   | 6مارس193م     | غرقت نتيجة هجوم للألمان بالقرب من الرأس الطيب في10سبتمبر1943م                                                                                         |
| Nicolò Zeno           | ZE                  | أحواض بناء Quarnaro ـ رييكا                                  | 5يونيو1927م   | 12أغسطس1928م  | 27مارس1930م   | أغرقها طاقمها في سبيتسيا حيث كانت هناك للإصلاحات في 9سبتمبر 1943م                                                                                     |